# William Leonard Hunt
William Leonard Hunt, también conocido por su nombre artístico El Gran Farini o como Guillermo Antonio Farini, (Lockport, 10 de junio de 1838-Port Hope, 17 de enero de 1929) fue un funambulista, promotor de espectáculos e inventor canadiense. Se le reconoce ser el primer hombre blanco en cruzar el desierto del Kalahari a pie y sobrevivir.[cita requerida]

## Primeros años
Hunt, el segundo hijo de Thomas William Hunt y Hannah Odell, nació en Lockport, Nueva York. Sus padres eran estrictos y disciplinados, pero sus castigos tenían poco efecto en él; como recordó más tarde, “tomé placer en desobedecer sus órdenes.” Por ejemplo, le encantaba nadar y lo hacía muy bien. Frecuentemente se iba de excursión para practicar natación. Su madre pronto se lo prohibió y le cosía los cuellos y mangas de la ropa de modo que no se pudiera desnudar para nadar, pero eso no le detuvo; nadaba vestido y luego corría al sol para secarse o desgarraba las prendas para quitárselas y luego convencía a amigas mayores para que se las volvieran a coser. En 1843, la familia Hunt se trasladó a Hope Township, Canadá, ahora parte de Port Hope, Ontario, y entonces en Bowmanville, Ontario. Allí William vio un circo que llegó a la ciudad, y quedó fascinado ante el negocio del espectáculo. Empezó a desarrollar sus músculos y talento acrobático en secreto, siendo sorprendentemente eficiente con sus ejercicios. Pronto, tuvo una idea. Decidió ser el anfitrión de su  propio circo. Fue bastante exitoso, reuniendo un evento con música y varias diversiones circenses, y se encontró con 6 dólares reunidos en su sombrero, pero acabó en catástrofe. Justo cuando se acercaba el final, un grupo de padres enojados irrumpieron, incluyendo el padre de Willie. Dijo que el joven era una desgracia para la familia y le azotó. Pero esto solo sirvió para aumentar su determinación. Hunt se hizo aprendiz de doctor mientras seguía entrenando. El 1 de octubre de 1859, realizó su primer acto de funambulismo profesional caminando por encima del río Ganaraska en Port Hope durante la Feria Agrícola del Condado de Durham, haciéndose llamar Signor Farini (después Luigi Carlo Farini). Fue un éxito rotundo y lo siguió seis días más tarde un espectáculo de fuerza en el ayuntamiento. Empezó a lanzar retos a Charles Blondin.
Tras su debut en su ciudad, Hunt empezó a actuar en varias ferias por Ontario, incluyendo en el Dan Rice's Floating Circus y otras en el río Misisipi, como funambulista  y forzudo. En la primavera de 1860, regresó a Ontario y lanzó varios retos más a Blondin.

## Cataratas del Niágara
Hunti hizo la mayoría de sus pasos sobre alambre más famosos sobre las cataratas del Niágara durante 1860, comenzando el 15 de agosto de ese año. Sus hazañas incluyeron cruzar sobre un cable alto con otro hombre a su espalda o con un gran saco sobre su cuerpo entero, girando volteretas mientras caminaba sobre la cuerda, colgando de ella por los pies, y otras maniobras parecía que imposibles. Durante este tiempo a menudo competía con su amigo el funambulista Charles Blondin. En una ocasión, Blondin actuó ante el Príncipe de Gales, futuro Eduardo VII, durante su visita a las cataratas, pero el futuro monarca desestimó el trabajo de Hunt. El artista visitó los Estados Unidos en el invierno de 1860 y regresó al Niagara un año después, el inicio de la guerra civil había puesto punto final a las multitudes asistentes. En 1861 se casó.

## Guerra de Secesión
Hunt se unió al Ejército de la Unión como miembro del Regimiento de Ingenieros. Más tarde aseguró haber servido como espía. Durante la guerra, diseñó un puente de cuerdas que podría ser fácilmente puesto arriba y un par de zapatos de diseño especial para permitir a una persona caminar sobre el agua. Reclamó haber presentado estos últimos a Abraham Lincoln. Se desconoce qué puso fin a su servicio militar. El 6 de diciembre de 1862, Hunt actuaba en la plaza de toros Torres en La Habana, Cuba, con su esposa. Mientras caminaba sobre el cable, llevaba a su mujer en los hombros. Cuando estaban llegando al final, perdió el equilibrio, intentó agarrarla de la falda pero ella cayó ante la multitud desde sesenta pies (18 metros) y murió unos días más tarde. Hizo una gira por América del Sur antes de regresar a los Estados Unidos en 1864. En agosto de ese año, intentó cruzar a través de las American Falls en zancos. Un zanco se enganchó, perdió equilibrio, y tuvo que ser rescatado. Realizó exitosamente la misma hazaña a través de las Cataratas de Chaudière.

## Carrera en el extranjero
En 1866, Hunt actuó en Londres formando parte de los Flyng Farinis, un grupo de trapecistas, en los Cremone Gardens y el Alhambra Theatre. Se volvió toda una leyenda, y uno de los acróbatas y trapecistas más celebrados en Europa. Durante un tiempo actuó con un muchachito que adoptó llamado Samuel Wasgate y conocido como El niño Farini y más tarde con Lulu una acróbata hombre-mujer. Terminó su carrera acrobática en 1869, temiendo que si continuaba finalmente podría lastimarse seriamente. Aun así, continuó en el negocio del espectáculo, como entrenador y director de acróbatas, así como inventor. Historiadores del circo le acreditan como el inventor de un aparato que finalmente devendría como el famoso hombre bala en 1876. Fue el primero en usarlo en 1877, lanzando a su acróbata Rossa Matilda Richter, alias Zazel, de 14 años.
En 1871, se casó con una mujer inglesa llamada Alice Carpenter. Tuvieron dos hijos. La pareja se separó en 1878 y se divorciaron públicamente en 1880.
En marzo de 1881, Hunt regresó a los Estados Unidos desde Londres con trajes de todo el mundo y planes para fundar un gran circo con William C. Coup. En 1882, arregló muchas de las diversiones en el Acuario Real en Londres. El muy tatuado Capitán George Costentenus fue uno de los actos que exhibió en el Acuario Real. A principios de los 1880, adoptó a una niña laosiana velluda, Krao Farini y la exhibió como un eslabón perdido. El explorador Carl Bock la había encontrado mientras dirigía una expedición que Hunt había financiado por el Sudeste asiático. Durante los siguientes años promovió muchas de tales actuaciones, incluso compartiéndolas con el legendario P.T. Barnum, antes de partir para África en enero de 1885.

## Expedición al Kalahari
Hunt supuestamente venció muchos obstáculos consiguiendo atravesar el desierto del Kalahari a pie durante su estancia en África, siendo presuntamente el primer hombre blanco en sobrevivir al cruce. Su hija adoptiva Lulu Farini también viajaba con él e hizo croquis y fotografías de lo que encontraron y él reclamó haber encontrado una Ciudad Perdida famosa del Kalahari, pero sus reclamaciones nunca han sido verificadas. Regresó a Inglaterra en agosto de 1885 con muchas muestras botánicas y humanas. Publicó un libro sobre sus experiencias en 1886.

## Vida como promotor, horticultor, inventor, y artista
En enero de 1886, Hunt se casó con Anna Müller, una pianista alemana. Era hija de un alemán asesor de campamento y primo de Richard Wagner. Se centró en promover actos que incluyen el salto en paracaídas desde un globo de Thomas Scott Baldwin en 1888 en el Alexandra Palace, a Lily Langtry, Eugene Sandow, Fred Karno, y Vesta Tilley. En 1890, Hunt se retiró a Forest Hill, Londres. Se dedicó a la horticultura, cultivando flores e inventando. En 1899, Hunt y su familia dejaron Inglaterra y regresaron a Canadá, a Toronto, Ontario. Al inicio de los años 1900, se dedicó a pintar y esculpir.
En 1909, se trasladaron a Alemania. Hunt trabajó como traductor y también escribió una historia de la Primera Guerra Mundial en treinta volúmenes centrándose en la perspectiva alemana del conflicto. Regresaron a Norteamérica en 1920. Vivieron en varios sitios de Nueva York y Ontario durante unos pocos años antes de resolver regresar a Port Hope, Ontario, donde murió de gripe el 17 de enero de 1929. Su mujer murió en 1931.
Después de su muerte, sus papeles, artefactos, y fotografías pasaron a formar parte de la colección de los Archivos de Ontario. En 1995, una biografía sobre Hunt fue escrita por Shane Peacock.

## Publicaciones
- Guillermo Antonio Farini. A través del desierto del Kalahari: Una Narración de un Viaje con pistola, cámara, y cuaderno de notas al Lago N'Gami y atrás. 1886.
- Guillermo Antonio Farini. Cómo hacer crecer las begonias. 1897.
- Guillermo Antonio Farini. Historia inédita de la Primera Guerra Mundial en 30 volúmenes. Años 1910 a 1920.